# Académie nationale des sciences (Italie)
L'Académie nationale des sciences (Accademia Nazionale delle Scienze detta dei XL) est une société scientifique italienne fondée en 1782 à Vérone.

## Prix
L'Académie décerne plusieurs prix, notamment :
- la médaille Matteucci (1868) pour récompenser les contributions à la physique fondamentale ;
- le Prix de mathématiques (1868)
- la Medaglie dei XL per le scienze fisiche e naturali